# Jón Baldursson
Jón Baldursson (ur. 23 grudnia 1954 w Reykjavíku, zm. 9 września 2023) – islandzki brydżysta, World Life Master (WBF), European Grand Master (EBL).

## Wyniki brydżowe

### Olimpiady
Na olimpiadach uzyskał następujące rezultaty:
| Olimpiady brydżowe. Zawody teamów | Olimpiady brydżowe. Zawody teamów | Olimpiady brydżowe. Zawody teamów | Olimpiady brydżowe. Zawody teamów | Olimpiady brydżowe. Zawody teamów | Olimpiady brydżowe. Zawody teamów |
| Rok                               | Miejsce                           | Zawody                            | Kategoria                         | Drużyna                           | Pozycja                           |
| --------------------------------- | --------------------------------- | --------------------------------- | --------------------------------- | --------------------------------- | --------------------------------- |
| 2008                              | Pekin                             | 1. Olimpiada Sportów Umysłowych   | Open                              | Iceland                           | 33                                |
| 1996                              | Rodos                             | 10. Olimpiada Teamów              | Open                              | Iceland                           | 5                                 |
| 1992                              | Salsomaggiore                     | 9. Olimpiada Teamów               | Open                              | Iceland                           | 11                                |
| 1988                              | Wenecja                           | 8. Olimpiada Teamów               | Open                              | Iceland                           | 17                                |

| Olimpiady brydżowe. Zawody Indywidualne | Olimpiady brydżowe. Zawody Indywidualne | Olimpiady brydżowe. Zawody Indywidualne | Olimpiady brydżowe. Zawody Indywidualne | Olimpiady brydżowe. Zawody Indywidualne |
| Rok                                     | Miejsce                                 | Zawody                                  | Kategoria                               | Pozycja                                 |
| --------------------------------------- | --------------------------------------- | --------------------------------------- | --------------------------------------- | --------------------------------------- |
| 2008                                    | Pekin                                   | 1 Olimpiada Sportów Umysłowych          | Open                                    | 5                                       |

### Zawody światowe
W światowych zawodach zdobył następujące lokaty:
| Mistrzostwa Świata. Konkurencja teamów | Mistrzostwa Świata. Konkurencja teamów | Mistrzostwa Świata. Konkurencja teamów  | Mistrzostwa Świata. Konkurencja teamów | Mistrzostwa Świata. Konkurencja teamów | Mistrzostwa Świata. Konkurencja teamów |
| Rok                                    | Miejsce                                | Zawody                                  | Kategoria                              | Drużyna                                | Pozycja                                |
| -------------------------------------- | -------------------------------------- | --------------------------------------- | -------------------------------------- | -------------------------------------- | -------------------------------------- |
| 2011                                   | Veldhoven                              | 40. Mistrzostwa Świata Teamów           | Trans                                  | Iceland                                | 21                                     |
| 2011                                   | Veldhoven                              | 40. Mistrzostwa Świata Teamów           | Open                                   | Iceland                                | 5                                      |
| 1996                                   | Rodos                                  | 1. Mistrzostwa Świata Teamów Mikstowych | Miksty                                 | Heather                                | 1                                      |
| 1991                                   | Jokohama                               | 30. Mistrzostwa Świata Teamów           | Open                                   | Iceland                                | 1                                      |
| 1990                                   | Genewa                                 | 8. Mistrzostwa Świata                   | Open                                   | Vilhjalmsson                           | 17                                     |

| Mistrzostwa Świata. Konkurencja indywidualna | Mistrzostwa Świata. Konkurencja indywidualna | Mistrzostwa Świata. Konkurencja indywidualna | Mistrzostwa Świata. Konkurencja indywidualna | Mistrzostwa Świata. Konkurencja indywidualna | Mistrzostwa Świata. Konkurencja indywidualna |
| Rok                                          | Miejsce                                      | Zawody                                       | Kategoria                                    | Pozycja                                      |                                              |
| -------------------------------------------- | -------------------------------------------- | -------------------------------------------- | -------------------------------------------- | -------------------------------------------- | -------------------------------------------- |
| 2004                                         | Werona                                       | 6. Indywidualne Mistrzostwa Świata           | Open                                         | 26                                           |                                              |
| 2000                                         | Ateny                                        | 5. Indywidualne Mistrzostwa Świata           | Open                                         | 14                                           |                                              |
| 1998                                         | Ajaccio                                      | 4. Indywidualne Mistrzostwa Świata           | Open                                         | 14                                           |                                              |
| 1996                                         | Paryż                                        | 3. Indywidualne Mistrzostwa Świata           | Open                                         | 30                                           |                                              |
| 1994                                         | Paryż                                        | 2. Indywidualne Mistrzostwa Świata           | Open                                         | 1                                            |                                              |
| 1992                                         | Paryż                                        | 1. Indywidualne Mistrzostwa Świata           | Open                                         | 4                                            |                                              |

### Zawody europejskie
W europejskich zawodach zdobył następujące lokaty:
| Zawody europejskie. Konkurencja teamów | Zawody europejskie. Konkurencja teamów | Zawody europejskie. Konkurencja teamów | Zawody europejskie. Konkurencja teamów | Zawody europejskie. Konkurencja teamów | Zawody europejskie. Konkurencja teamów |
| Rok                                    | Miejsce                                | Zawody                                 | Kategoria                              | Drużyna                                | Pozycja                                |
| -------------------------------------- | -------------------------------------- | -------------------------------------- | -------------------------------------- | -------------------------------------- | -------------------------------------- |
| 2013                                   | Opatija                                | 12. Puchar Europy                      | Open                                   | Iceland                                | 19                                     |
| 2012                                   | Dublin                                 | 51. Mistrzostwa Europy Teamów          | Open                                   | Iceland                                | 13                                     |
| 2010                                   | Ostenda                                | 50. Mistrzostwa Europy Teamów          | Open                                   | Iceland                                | 4                                      |
| 2008                                   | Amsterdam                              | 7. Puchar Europy                       | Open                                   | BR – Iceland                           | 10                                     |
| 2008                                   | Pau                                    | 49. Mistrzostwa Europy Teamów          | Open                                   | Iceland                                | 8                                      |
| 2007                                   | Wrocław                                | 6. Puchar Europy                       | Open                                   | BR – Iceland                           | 6                                      |
| 2006                                   | Rzym                                   | 5. Puchar Europy                       | Open                                   | EYKT – Iceland                         | 5                                      |
| 2006                                   | Warszawa                               | 48. Mistrzostwa Europy Teamów          | Open                                   | Iceland                                | 7                                      |
| 2004                                   | Malmö                                  | 47. Mistrzostwa Europy Teamów          | Open                                   | Iceland                                | 11                                     |
| 2003                                   | Mentona                                | 1. Otwarte Mistrzostwa Europy          | Open                                   | Baldursson                             | 49                                     |
| 2001                                   | Teneryfa                               | 45. Mistrzostwa Europy Teamów          | Open                                   | Iceland                                | 17                                     |
| 1998                                   | Akwizgran                              | 5. Mistrzostwa Europy Mikstów          | Miksty                                 | Baldursson                             | 60                                     |
| 1997                                   | Montecatini                            | 43. Mistrzostwa Europy Teamów          | Open                                   | Iceland                                | 10                                     |
| 1995                                   | Vilamoura                              | 42. Mistrzostwa Europy Teamów          | Open                                   | Iceland                                | 8                                      |
| 1994                                   | Barcelona                              | 3. Mistrzostwa Europy Mikstów          | Miksty                                 | Ivarsdottir                            | 96                                     |
| 1993                                   | Mentona                                | 41. Mistrzostwa Europy Teamów          | Open                                   | Iceland                                | 6                                      |
| 1991                                   | Killarney                              | 40. Mistrzostwa Europy Teamów          | Open                                   | Iceland                                | 4                                      |
| 1987                                   | Brighton                               | 38. Mistrzostwa Europy Teamów          | Open                                   | Iceland                                | 4                                      |
| 1985                                   | Salsomaggiore                          | 37. Mistrzostwa Europy Teamów          | Open                                   | Iceland                                | 16                                     |
| 1983                                   | Wiesbaden                              | 36. Mistrzostwa Europy Teamów          | Open                                   | Iceland                                | 16                                     |

| Zawody europejskie. Konkurencja par | Zawody europejskie. Konkurencja par | Zawody europejskie. Konkurencja par | Zawody europejskie. Konkurencja par | Zawody europejskie. Konkurencja par | Zawody europejskie. Konkurencja par |
| Rok                                 | Miejsce                             | Zawody                              | Kategoria                           | Partner                             | Pozycja                             |
| ----------------------------------- | ----------------------------------- | ----------------------------------- | ----------------------------------- | ----------------------------------- | ----------------------------------- |
| 2003                                | Mentona                             | 1. Otwarte Mistrzostwa Europy       | Open                                | Thorlakur Jonsson                   | 43                                  |
| 2000                                | Bellaria                            | 6. Mistrzostwa Europy Mikstów       | Mikst                               | Anna Ivarsdottir                    | 361                                 |
| 1998                                | Akwizgran                           | 5. Mistrzostwa Europy Mikstów       | Mikst                               | Esther Jakobsdottir                 | 97                                  |
| 1995                                | Rzym                                | 8. Mistrzostwa Europy Par           | Open                                | Saevar Thorbjornsson                | 155                                 |
| 1994                                | Barcelona                           | 3. Mistrzostwa Europy Mikstów       | Miksty                              | Anna Ivarsdottir                    | 85                                  |
| 1993                                | Bielefeld                           | 7. Mistrzostwa Europy Par           | Open                                | Saevar Thorbjornsson                | 161                                 |

## Klasyfikacja
- Jón Baldursson – klasyfikacja WBF (ang.)
- Jón Baldursson – klasyfikacja EBL (ang.)